# Хиосское сражение
Если вы искали статью о сражении Критской войны, то она называется Хиосское сражение (201 до н. э.)
Хиосское сражение (24 июня [5 июля] 1770 года) — сражение между российским флотом Первой Архипелагской экспедиции и османским флотом во время русско-турецкой войны 1768—1774 годов.
Произошло в Хиосском проливе Средиземного моря (между берегами Малой Азии и островом Хиос).
Турецкая эскадра состояла из 16 линейных кораблей, 6 фрегатов, и до 50 более мелких судов. Русская эскадра — 9 линейных кораблей.

## Ход событий
На рассвете 24 июня (5 июля) русские и турецкие войска выстроились в боевом порядке в Хиосском проливе. Турецкие корабли в составе 16 линейных кораблей (из них 5 по 80 пушек каждый, 10 — по 60-70 пушек), 6 фрегатов, 6 шебек, 13 галер и 32 малых и вспомогательных судов выстроились в две параллельные линии, примкнув левый фланг к небольшому островку, а правый — к отмели у города Чесмы.
У Орлова перед началом сражения было 9 линейных кораблей, 3 фрегата, 1 бомбардирский корабль, 1 пакетбот, 3 пинка и ещё 13 более мелких судов. Русский флот был выстроен в три линии баталии — авангард, кордебаталия (средний ряд) и арьергард. В авангарде шёл адмирал Спиридов, неся свой флаг на корабле «Святой Евстафий» (командир — капитан 1 ранга Круз) с линейными кораблями «Европа» (капитан 1 ранга Клокачёв) и «Три святителя» (капитан 1 ранга Хметевский) и фрегатом «Святой Николай» (лейтенант Паликути). В «кордебаталии» — три линейных корабля: «Три иерарха» (капитан-бригадир Грейг), «Ростислав» (капитан 1 ранга Лупандин), «Святой Иануарий» (капитан 1 ранга Борисов) и два фрегата «Надежда Благополучия» (капитан-лейтенант Степанов) и «Африка» (капитан-лейтенант Клеопин); командир кордебаталии Грейг на «Трёх иерархах», на том же корабле верховный командир всей эскадры граф Алексей Орлов. В арьергарде — три линейных корабля «Не тронь меня» (на этом корабле флаг Эльфинстона, командир —— капитан 1 ранга Бешенцев), «Саратов» (капитан 2 ранга Поливанов), «Святослав» (капитан 1 ранга В. В. Роксбург) и несколько мелких судов.

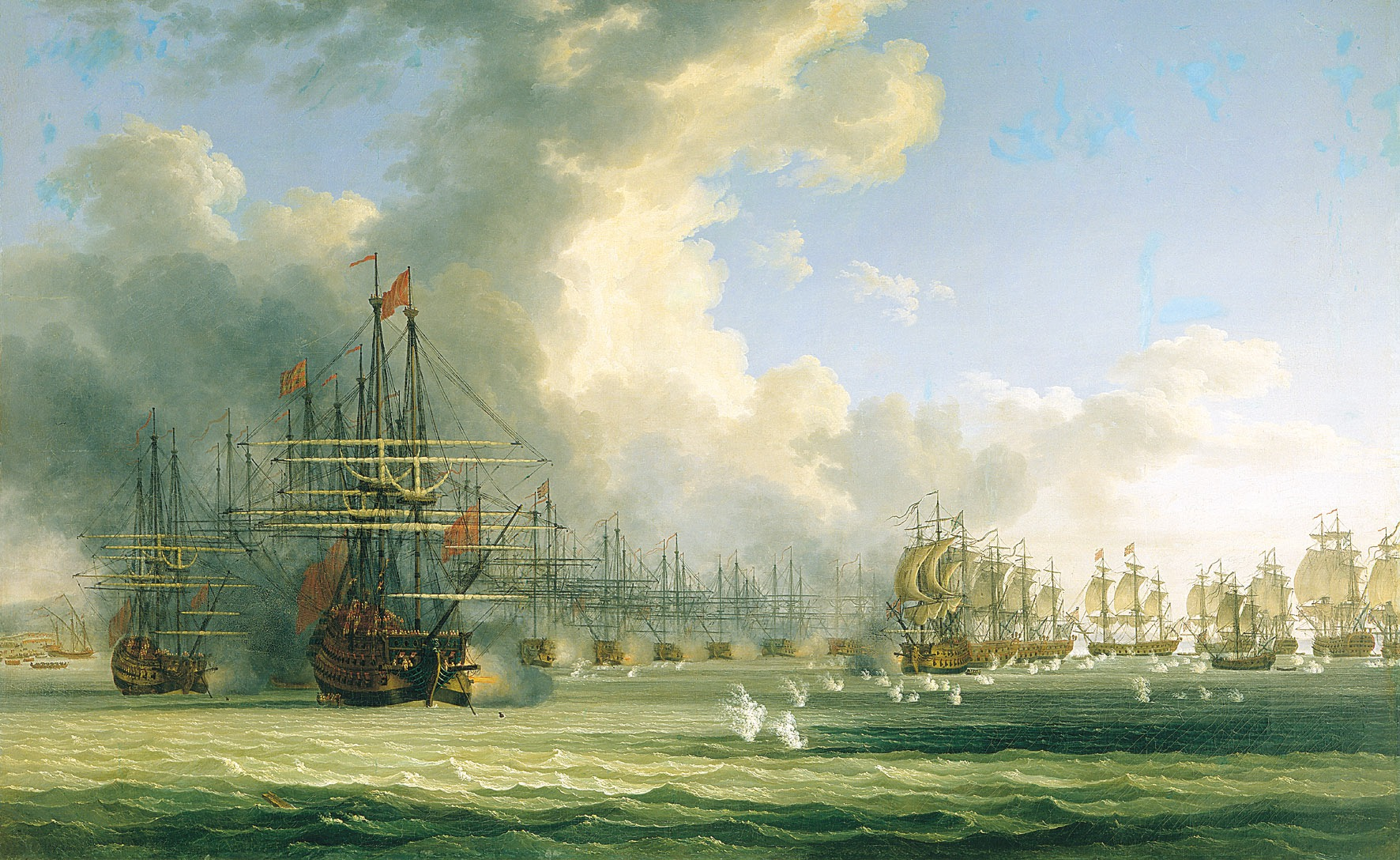
«Начало боя в Хиосском проливе 24 июня 1770 года»

Приказ Орлова по операциям русским кораблям в сражении был прост:

1. В случае может, что мы должны будем атаковать неприятельский флот, стоящий на якоре, чему и мы себя должны приуготовить, чего-для приказать на всех кораблях и прочих судах с обеих сторон приготовить по одному якорю, привязав за рым кабельтовы, для спрынгу с обеих сторон; и ежели дойдет, что класть якорь, то бросать с той стороны, которая от неприятеля; по неизвестным же распоряжениям неприятельскаго флота, каким образом оной атаковать, диспозиция не предписывается, а по усмотрению впредь дана быть имеет…— 
В 4 утра на «Трёх иерархах» Грейг поднял сигнал «Гнать за неприятелем» и русская эскадра двинулась в сторону турок в Хиосский пролив. Продвижение кораблей было достаточно медленным и лишь к 9 утра почти весь русский флот сильно приблизился к туркам. Корабли авангарда легли в дрейф, ожидая корабли задней линии. Орлов и командиры всех линейных кораблей прибыли на корабль Спиридова «Трёх Иерархов» и провели последний военный совет перед сражением (продолжался менее часа), после которого вернулись на свои корабли. В 11:00 граф Орлов дал сигнал: всему флоту атаковать неприятеля.
Командиры русской эскадры применили новую военную тактику. Для нанесения решающего удара они начали атаку в линии, перпендикулярной неприятелю. Этот манёвр был очень рискованным, так как русские корабли сближались с турецкими в кильватерной колонне почти перпендикулярно линии противника и подвергались при этом продольному огню артиллерии части турецких кораблей, будучи сами лишены возможности отвечать бортовым залпом. Расчет строился на быстром сближении с противником, что позволяло несколько минимизировать потери. При этом учитывалось, что сектора стрельбы корабельной артиллерии в то время были весьма ограничены и противник не сможет сосредоточить на русском флоте огонь всех своих орудий.
В 11:30 передовой корабль «Европа» приблизился на 3 кабельтова (560 метров) к центру турецкой линии, и турки открыли огонь из всех орудий. Их пушки били главным образом по рангоуту и такелажу, чтобы затруднить маневрирование атакующих. Русские корабли не отвечали до тех пор, пока не сблизились на пистолетный выстрел, тогда с расстояния 80 саженей (около 170 метров) они дали один за другим три залпа, заставившие передовые турецкие корабли ослабить огонь.
Передовой корабль «Европа» сделал поворот и вышел из строя. Описав дугу, он оказался за кораблём кордебаталии «Ростислав» и вновь вступил в бой. Существует две разные версии того, почему это произошло. Первая: командир «Европы», капитан 1 ранга Клокачев, должен был уступить настойчивым требованиям греческого лоцмана, указывавшего на необходимость сделать поворот, чтобы не посадить корабль на подводные камни, которые были у него по носу. Вторая версия — «Европа» получила очень сильные повреждения такелажа и рангоута, потеряла управляемость и не могла сохранять ход какое-то время.

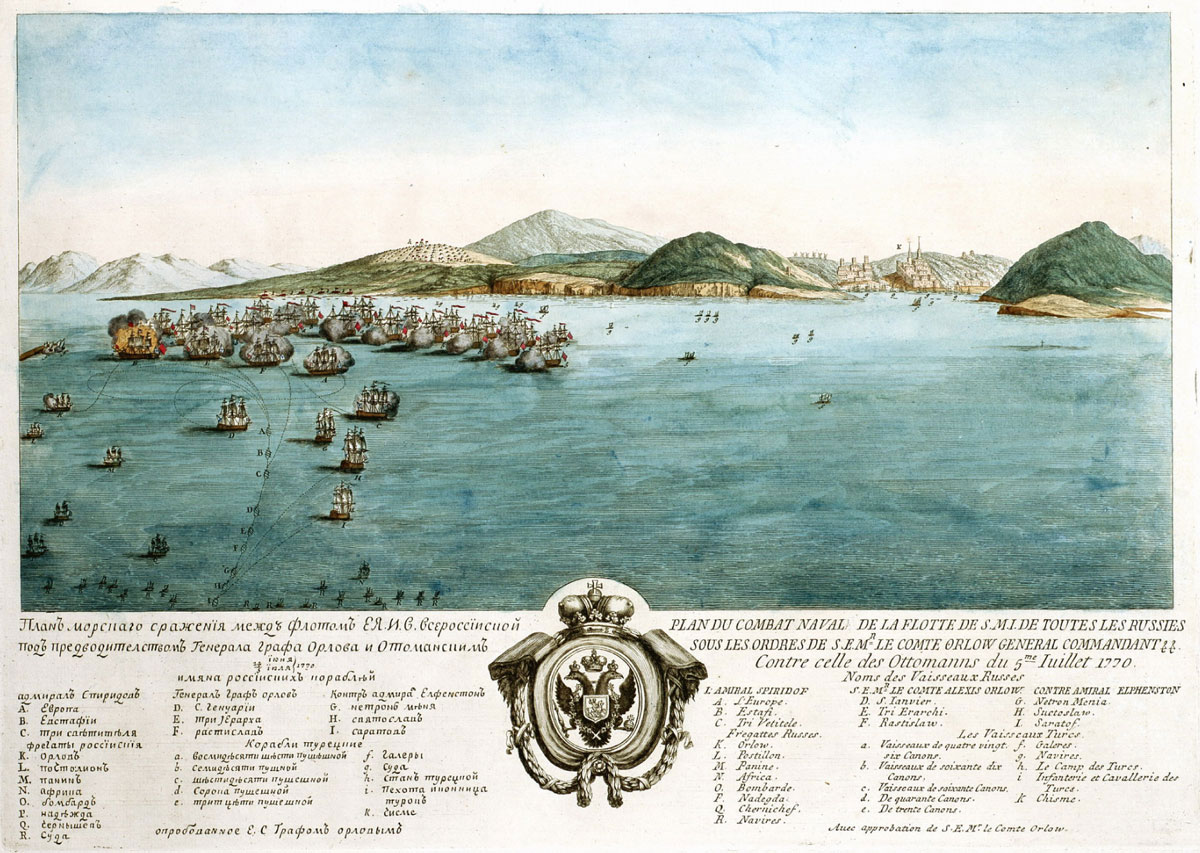
Рисованный план Хиосского сражения

Выход «Европы» из авангарда колонны привел к тому, что передовым кораблём русской эскадры стал «Святой Евстафий», на котором держал свой флаг адмирал Спиридов, на этот корабль был направлен огонь трёх турецких линейных кораблей (в том числе флагмана турецкой эскадры) и одной шебеки. На юте корабля гремела музыка, и адмирал приказал музыкантам «играть до последнего». «Святой Евстафий» сосредоточил огонь на флагмане турецкого флота 80-пушечном линейном корабле «Бурдж-у-Зафер», с этим кораблём сблизился и стал забрасывать его брандскугелями. На «Бурдж-у-Зафер» возник пожар, команда в панике бросилась в море, чтобы вплавь добраться до берега. «Святой Евстафий» к этому моменту уже потерял управление из-за повреждения такелажа от обстрела турецких кораблей и его относило течением прямо на «Бурдж-у-Зафер». Чтобы отбуксировать «Святой Евстафий», капитан приказал спустить гребные суда, но те не смогли преодолеть течение. Два корабля столкнулись, бушприт «Бурдж-у-Зафера» оказался между грот и бизань-мачтами «Святого Евстафия». Русские офицеры и матросы по снастям и реям перебежали на неприятельский корабль и вступили в отчаянный абордажный бой с оставшимися на турецком корабле турками. Абордажная схватка закончилась в пользу русских моряков, остававшиеся на корабле турки попрыгали за борт и стал спасаться вплавь, но пожар на «Бурдж-у-Зафер» потушить не удалось. Пламя перекинулось и на «Святой Евстафий», на палубу которого рухнула горящая грот-мачта «Бурдж-у-Зафера», искры и головни попали в открытый люк порохового погреба (крюйт-камера была открыта для пополнения артиллерии порохом и снарядами во время боя), и «Святой Евстафий» взорвался, а вслед за ним и «Бурдж-у-Зафер».
В соответствии с уставом адмирал Спиридов покинул корабль за несколько минут до взрыва. Вместе с братом главнокомандующего Фёдором Орловым они перешли на пакетбот «Почтальон», а затем Спиридов перенес свой флаг на линейный корабль «Трёх Святителей». Общее число погибших на Святом Евстафии разнится. Согласно первоначальным подсчётам погибло 34 офицера и 473 солдата и матроса. По другим данным погибло 22 офицера и 598 нижних чинов.Спаслось 58 человек команды. Среди спасённых был и командир корабля Круз.
Ближайшим к «Святому Евстафию» был линейный корабль «Три святителя». Этот корабль тоже потерял управление в результате огня турок и врезался в середину турецкой линии. Корабль попал под перекрестный огонь — приняв в клубах дыма корабль за неприятельский, по нему дали полный залп ещё и с «Трёх иерархов». Из всего русского флота наиболее эффективные действия велись именно на «Трёх иерархах», на котором находились Алексей Орлов и Самуил Грейг. Именно этот корабль наиболее чётко из всех русских кораблей выполнил манёвр, смог вплотную подойти к кораблю, на котором развевался флаг капудан-паши (сам капудан-паша в сражении не участвовал, он находился в день сражения на берегу и инспектировал орудия крепости) и очень сильно обстрелял его. Из за плохого маневрирования турецких моряков более четверти часа капитанский корабль турецкого флота (в русских источниках «Капудан-паша») находился кормой к «Трём иерархам», что позволило флагману русского флота нанести очень сильные повреждения турецкому кораблю без всякого вреда для себя. Корабли «Ростислав» и «Святой Иануарий» находились вблизи «Трёх Иерархов» и также действовали успешно. Арьергард русского флота обстреливал турецкие корабли на значительной дистанции и лишь к концу сражения приблизился к турецким кораблям, что не позволило причинить им значительный вред.

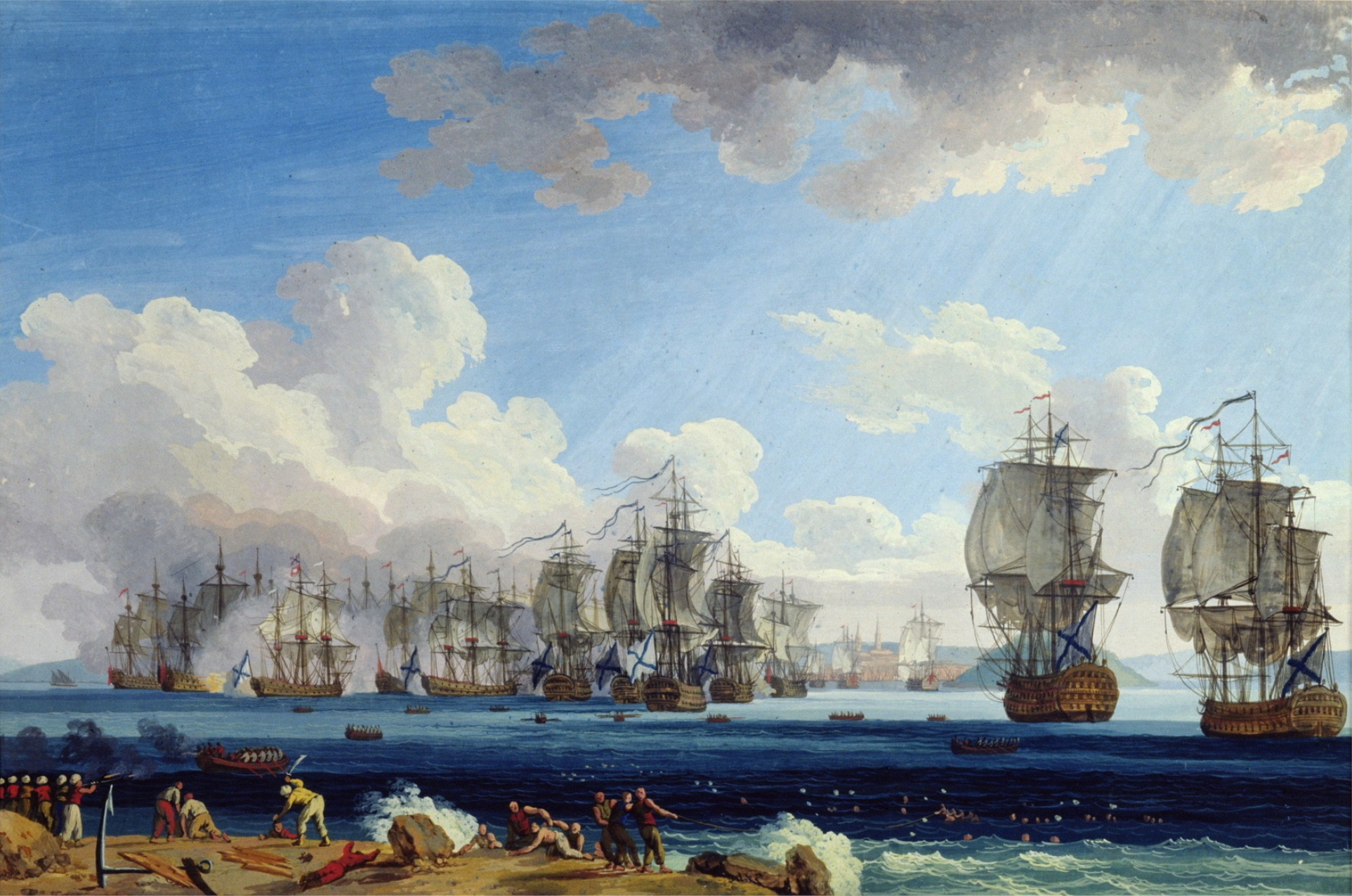
Я. Ф. Хаккерт «Отступление турецкого флота в гавань Чесмы»

После взрыва своего флагмана около 14:00 турецкие корабли спешно покинули поле боя и укрылись в Чесменской бухте, защищённой несколькими батареями. Русские корабли заблокировали выход из неё и стали готовиться продолжить сражение позже. Лишь бомбардирский корабль «Гром» оставили вблизи входа в бухту, с этого бомбардирского корабля вечером и всю ночь после сражения бомбардировали турецкий флот. Для прикрытия «Грома» линейный корабль «Святослав» производил обстрел из пушек береговых батарей крепости Чесма.
Стороны потеряли по одному линейному кораблю, на нескольких турецких кораблях были значительные повреждения. Из русских кораблей незначительные повреждения были только на «Трёх святителях» и «Европе». Корабль «Три святителя» получил 5 пробоин, из них 2 ниже ватерлинии. Потери экипажей на всех русских кораблях, кроме «Святого Евстафия», были относительно невелики. На «Трех Святителях» был убит 1 офицер и 6 матросов; ранены командир, 3 офицера и 20 матросов; на «Европе» убито 4 и ранено несколько человек; на «Не тронь меня» убито 3 и несколько человек ранено; на «Трёх иерархах» ранен 1 матрос. Потери турецких экипажей неизвестны, но исходя из повреждений на турецких судах они должны быть больше русских.